# Ángel Samblancat
Ángel Samblancat y Salanova (Graus, 1 de mayo de 1885-México D. F., 24 de febrero de 1963) fue un abogado, periodista, escritor, traductor y político español.

## Biografía
Nació en la localidad oscense de Graus el 1 de mayo de 1885, lugar donde veintiséis años después moriría su admirado Joaquín Costa. Aragonés afincado desde muy niño en Barcelona, estudió Derecho en su universidad y se inició en el periodismo con Los Miserables (1913-1915), un periódico que cofundó con Fernando Pintado. También dirigió La Campana de Gracia, semanario satírico y republicano y fue colaborador, redactor y hasta director de muchos periódicos de izquierdas, desde la tendencia liberal-republicana hasta la anarcosindicalista, como El Mercantil Valenciano, El Enemigo del Pueblo, La Tierra, El Motín, El Diluvio, Tierra y Libertad, Solidaridad Obrera, CNT, Vida Radical, Raza Nueva, El Intransigente, La Lucha, Los Aliados o El Progreso, y colaboró en revistas como Mediterráneo. Revista Semanal Ilustrada y El Cor del Poble. Revista Mensual. Escribe además narrativa, ensayo y poesía satírica y social.

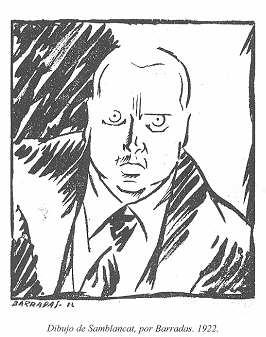
Caricatura de Samblancat.

Por estas fechas frecuenta el círculo de amistades del escultor, profesor y escritor oscense Ramón Acín, formado además por Felipe Aláiz y Joaquín Maurín; junto a ellos edita un colérico semanario en Huesca (1914-1915) titulado Talión (¡Ojo por ojo, diente por diente!). El grupo de Talión, formado por Samblancat, Alaiz, Acín, Maurín y, además, Gil Bel, se constituyó, según Felipe Alaiz (Vida y muerte de Ramón Acín (París: Umbral, 1937), en «una guerrilla con todas las características de alianza antifascista». 
Políglota y traductor en nueve lenguas, fue un activo anarcosindicalista y republicano federal, anticlerical convencido, y durante el reinado de Alfonso XIII sufrió cárcel al menos en dieciocho ocasiones por delitos de opinión. Por entonces prologó el libro de poemas Humo de fábrica de Joan Salvat-Papasseit. En 1915 fue uno de los impulsores del Bloc Republicà Autonomista. Fue diputado al Congreso en la Cortes Constituyente de 1931 al inicio de la Segunda República y, poco después de declararse la Guerra Civil, fue nombrado presidente de la Audiencia Provincial de Barcelona y magistrado del Tribunal de Casación de Cataluña. Fue brazo de la justicia revolucionaria, como miembro del Tribunal Popular Especial. Durante la guerra civil colaboró en la prensa ácrata, especialmente en Ruta. Comentó junto al general Miaja y Dolores Ibárruri el libro de poemas y cantos de guerra Poemas Rojos editado por el Comisariado de la 27.ª División del frente de Aragón para sus soldados, cuyo prefacio escribió Antonio Machado.
Durante las Cortes Constituyentes formó un grupo que se hizo notar por su política demagógica y antigubernamental: los jabalíes.
En la primavera de 1942 llega a México y allí se exilia, publicando artículos en España Libre y El Nacional. Trabajó como corrector de estilo del periódico El Nacional y fundó la Academia Clásica, traduciendo o retraduciendo pane lucrando para las editoriales Costa Amic y Pax las obras más dispares al menos desde 1944.
Como escritor fue de prosa culterana, plena de intertextualidades, muy rica y elaborada, abundante en neologismos y arcaísmos, de estética vacilante entre el naturalismo y el expresionismo valleinclanesco, admirada por un crítico tan exigente como Rafael Cansinos Asséns. Cultivó la narrativa extensa y breve y siempre de tema social, político o cuando menos satírico, por ejemplo en sus poemas.

## Obras
- Prometeo encarcelado, Tortosa: Monclús, 1918.
- Bocanadas de fuego (Colec. «Renovación Proletaria», vol. IV). Sevilla, 1922, panfleto.
- La violencia (Colec. «Renovación Proletaria», vol. XVIII). Sevilla, 1923, conferencia.
- Jesús atado a la columna (colección de 19 cuentos o relatos de estética naturalista, Barcelona: Bauzá, 2.ª edic., 1925)
- Con el corazón extasiado (30 relatos más del estilo del libro anterior, colec. «Ideal», Barcelona: Editorial Bauzá, 1926
- El aire podrido. El ambiente social de España durante la dictadura. Auto en cuatro misterios (Madrid: Edit. Cénit, 1930)
- Hubo una Francia. Ocaso de Occidente. México: Ediciones Orbe, 1945, ensayos.
- A caballo del Ande. Crónica del universo occidental, Toulouse, Páginas Libres, [1956].
- Plumero salvaje (yambos de Indias), México: Ed. Orbe, 1947, poesías.
- El genio monstruo de Costa, de Aragón y de España.[3] Palabras dichas por el autor en la conmemoración del centenario de Joaquín Costa, que tuvo lugar en el Teatro de Bellas Artes, de la ciudad de México. México: Editorial Orbe, s. a., alrededor de 1946.
- Antología miliciana Calgary: Ediciones La Escuela Moderna, 1971, selección de rúbricas de periódico como en A caballo del Ande, hecha y presentada por Campio Carpio y editada por Colec. «Piedra y Alarido», folleto núm. 3.
- La casa pálida. Hojas del diario de un preso, Barcelona: José Solá Guardiola, 1926.
- La ascensión de María Magdalena (novela de los bajos fondos barceloneses), Barcelona: Bauzá, 1927.
- La bestia de la dulce sonrisa. Córdoba La Puritana 1926.
- Los cuplés de las "estrellas", Madrid: [Sánchez], 1925, poemas.
- El establo de Augías, Madrid: Editorial Gráfica, 1922.
- El vengador, Madrid: Editorial Gráfica, 1923.
- Mi novia ramera, Madrid: Editorial Moderna, 1923.
- Una quincena, Madrid: Editorial Moderna, 1923.
- Con el corazón extasiado. Barcelona: Bauzá, 1926.
- Los micos, Madrid: Editorial Atlántida, 1927, colección La novela de hoy n.º 277, septiembre.
- Barro en las alas. Novela del asco provinciano en tres peripecias, Barcelona: Bistagne, 1927.
- El hijo del señor Esteve. Novela, Barcelona: Bauzá, 1929.
- El odio a Lerroux, el mejor amigo de la República, Barcelona: S. Martinez, 1935.
- XIII veces canalla. Invectivas. Barcelona, s. a.
- Iris
- La cuerda de deportados. Novela grande e inédita por... Madrid: El Libro Popular, 1922.
- Elegía para mártires
- El terror
- Testas y tiestos coronados. Madrid: Mario Anguiano, 1923.
- Mi dama y mi "Star", 1932.
- En la roca de La Mola.
- Una Operación bancaria: los atracos, Barcelona: [s.n.], [193-?]
- El aprendiz: (aguafuerte), [Barcelona: Pegaso, 1922]
- Fuego en la casa de Dios, Barcelona: [s.n.], [193-?]
- La sangre en llamas, Barcelona: La Novela Nueva, 1926.
- Bueyes al yugo: solfa antimatrimonial. [Barcelona: El Pasquín del Pueblo, 192-?]
- Caravana nazarena: éxodo y odisea de España 1936-1940 y Crónica novelada México: El Orbe, 1944; hay facsímil: Zaragoza: Instituto de Estudios Altoaragoneses - Diputación Provincial de Huesca, 1989.
- Chamaca, inédita

## Traducciones
- André Gide, Isabel.
- Colette, Cuarto de hotel.
- Raymond Radiguet, El diablo en el cuerpo.
- Jaime Brossa, La batalla del Marne.
- Okakura Kakuzo, El libro del té.
- Claudio de Souza, Los últimos días de Stefan Zweig.
- Betty van Deventer, La mujer moderna.
- Virgilio, Eneida (libros I y II)
- Horacio, Epístola ad Pisones.
- Juvenal, Sátiras.
- Marco Valerio Marcial, Epigramas.
- Luciano de Samosata, Diálogos de las cortesanas.
- Heinrich Heine, Intermezzo.
- Nicolás Maquiavelo, El príncipe.
- Vyasa, Sakuntala, México: Costa-Amic, 1944.
- Charles Johnson, Historia de los piratas ingleses: desde su establecimiento en la Isla de la Providencia hasta el presente: conteniendo todas sus aventuras, piraterías, muertes, crueldades, excesos, etc... con la vida y las aventuras de dos mujeres piratas María Read y Ana Bonny, México: B. Costa-Amic, 1947.
- Augustin Souchy, El socialismo libertario: aportación a un nuevo orden ético y social. La Habana: Editorial Estudios, 1950.